# Jedrski reaktor
Jedrski reaktor Jedrski reaktor je značilna in najpomembnejša komponenta jedrske elektrarne, saj v njem poteka nadzorovana jedrska verižna reakcija, ki proizvaja toploto fizikalnim procesom, imenovanim cepitev jeder (fisija). Ta toplota se uporablja za proizvodnjo pare, ki vrti turbogenerator, ta pa proizvaja elektriko.
V svetovnem merilu se približno 10 % električne energije proizvede iz jedrske energije. Z več kot 440 komercialnimi reaktorji po vsem svetu je jedrska energija eden od največjih virov zanesljive proizvodnje električne energije brez izpustov ogljikovega dioksida v ozračje. 
Jedrski reaktorji se uporabljajo za mnogo namenov. Najbolj značilna uporaba je proizvodnja električne energije v energetskih jedrskih reaktorjih v jedrskih elektrarnah. Raziskovalni reaktorji se uporabljajo za proizvodnjo izotopov in za poskuse z nevtroni. Prvi jedrski reaktorji so bili namenjeni proizvodnji plutonija za jedrsko orožje, po drugi svetovni vojni pa so se jedrski reaktorji začeli uporabljati tudi za pogon večjih vojaških in civilnih plovil, zlasti podmornic, letalonosilk in ledolomilcev.

## Delovanje jedrskega reaktorja[3]
V jedrskem reaktorju poteka kontrolirana verižna jedrska reakcija cepitve jeder.

### Jedrska verižna reakcija
Jedrska energija se sprošča pri jedrskih reakcijah, tj. pri pretvorbah atomskih jeder. Poznamo veliko jedrskih reakcij, pri katerih se sprosti energija, vendar so za proizvodnjo energije primerne zgolj tiste, ki vzdržujejo same sebe. Med jedrskimi reakcijami, ki lahko potekajo v obliki verižne reakcije, sta pomembna predvsem dva tipa reakcij. Primerne bi bile lahko reakcije zlivanja lahkih jeder (tj. fuzija), ki potekajo na Soncu, vendar jih na Zemlji zaenkrat še ne znamo vzdrževati na omejen in dovolj dolgotrajen način. Druga vrsta verižnih reakcij pa temelji na cepitvi težkih jeder (tj. fisija) in te reakcije poganjajo vse današnje jedrske elektrarne.
Pri cepitvi jeder vlogo vmesnega člena v verigi samovzdrževanja reakcije ne igra povišana temperatura kot to velja za kemijske reakcije (in tudi za reakcije zlivanja lahkih jeder), temveč delec nevtron, ki je eden od sestavnih delov atomskega jedra. Če prosti nevtron trči ob jedro težkega elementa, ga to lahko zajame in jedro težkega elementa se lahko razcepi na dva manjša dela oziroma manjši jedri. Pri taki cepitvi se sprosti precejšnja količina energije, pomembno pa je, da se sprostijo tudi dva ali trije nevtroni, ki so na voljo za proženje novih cepitev. Shema jedrske verižne reakcije je torej naslednja:
Naprava, v kateri poteka kontrolirana jedrska verižna reakcija, se imenuje jedrski reaktor.
Za jedrske reakcije je značilno, da se na enoto mase goriva sprosti bistveno večja energija kot pri kemijskih reakcijah. Energija, ki se sprosti pri cepitvi enega grama urana, tako ustreza energiji, ki se sprosti pri gorenju dveh ton nafte ali sedmih ton lignita.

## Spremembe reaktivnosti[4]
Sredica reaktorja je podvržena različnim vplivom, ki spreminjajo njene lastnosti. S spremembo lastnosti se spremeni tudi njena reaktivnost. Glede na hitrost spreminjanja lastnosti sredice oziroma njene reaktivnosti med obratovanjem reaktorja razdelimo spremembe reaktivnosti na kratkoročne, srednjeročne in dolgoročne.

### Kratkoročne spremembe reaktivnosti
Med spreminjanjem moči reaktorja na področju obratovalnih moči od 0 % do 100 % se spreminjata temperaturi goriva in hladila. S spremembo temperature se spremenijo lastnosti sredice in njena reaktivnost. Spreminjanje moči reaktorja je relativno hiter proces, zato govorimo o kratkoročnih spremembah reaktivnosti.
Imamo naslednje vplive:
- Vpliv temperature hladila (moderatorja) na reaktivnost sredice;
- Vpliv spremembe temperature goriva na reaktivnost;
- Vpliv praznin na reaktivnost;
- Vpliv spremembe moči na reaktivnost.

### Srednjeročne spremembe reaktivnosti
Pri cepitvah v sredici nastaja več kot 200 različnih cepitvenih produktov. Večina ima majhne absorpcijske preseke ali pa zelo hitro razpadejo in so z obratovalnega stališča nepomembni. Dva izmed teh nuklidov pa imata zelo velik absorpcijski presek za termične nevtrone in neposredno vplivata na obratovanje reaktorja. To sta 135Xe (ksenon-135) in 149Sm (samarij-149).

### Dolgoročne spremembe reaktivnosti
Z obratovanjem je v sredici tlačnovodnega reaktorja vedno manj cepljivega materiala. V sredici se nabirajo cepitveni produkti, ki imajo relativno velik absorpcijski presek za nevtrone. Vpliv staranja se kaže v zmanjševanju reaktivnosti sredice.
Pri tlačnovodnih reaktorjih menjamo gorivo na 12 do 18 mesecev. Da bi elektrarna lahko obratovala do naslednje polnitve, moramo poskrbeti, da bo reaktivnost sredice na začetku višja, kot je potrebno za obratovanje na polni moči. Ta višek reaktivnosti imenujemo presežna reaktivnost. Presežna reaktivnost je definirana kot višek reaktivnosti od tiste, ki omogoča obratovanje reaktorja na ničelni moči.

## Glavne komponente
Jedrski reaktor sestavljajo:
- jedrsko gorivo,
- moderator,
- hladilo in
- regulacijski sistem.

Jedrsko gorivo vsebuje naraven ali obogateni uran, lahko tudi plutonij. Med goriva štejemo izotope, katerih jedra cepijo že termični nevtroni, običajno so uporabljeni 233U, 235U in 239Pu.
Novo nastali nevtroni so za učinkovito verižno reakcijo prehitri, zato mora jedrski reaktor vsebovati tudi moderator, ki jih upočasni. Z moderatorjem, ki mora vsebovati lahke elemente, se upočasni nevtrone na termično območje, s čimer se poveča verjetnost za razcep 235U. Najpogosteje so za moderator uporabljeni: voda (75 % vseh reaktorjev na svetu), težka voda (D2O; 5 % vseh reaktorjev na svetu), berilij, berilijev oksid (BeO) in grafit (20 % vseh reaktorjev na svetu).
Sestavni del jedrskega reaktorja pa je tudi hladilo, ki poskrbi za odvajanje toplote. Energija, ki se sprosti pri jedrskih reakcijah v reaktorju, se zelo hitro spremeni v toploto, ki je treba odvesti. Reaktorsko hladilo mora biti v tekočem ali plinastem stanju in tako kot moderator tudi hladilo ne sme pretirano absorbirati nevtronov. V mnogih primerih je hladilo hkrati tudi moderator, ni pa to nujno. Običajno so uporabljeni vodik, voda, težka voda, natrij, bizmut in živo srebro; imeti morajo dobre toplotne in korozijske lastnosti in morajo absorbirati čim manj nevtronov.
Del vsakega reaktorja je tudi regulacijski sistem, s katerim določamo moč reaktorja in ga z njim tudi zaženemo ter ustavimo. Regulacijski sistem vsebuje snovi, ki močno absorbirajo nevtrone. S pomočjo regulacijskih palic se regulira fluks nevtronov pri cepitvah, ki niha okoli ravnovesne lege med eksponentnim naraščanjem in padanjem (ugašanjem); običajno se uporabljajo kadmij srebro in indij, lahko pa se uporablja tudi druge elemente z velikim presekom za zajetje nevtronov, kot so bor, kobalt, evropij, hafnij, disprozij, gadolinij, samarij ter njihove zlitine in zmesi.
Strukturni elementi jedrskega reaktorja morajo imeti dobre mehanske, toplotne in antikorozijske lastnosti ter čim manj absorbirati nevtrone. Običajno so to aluminij, cirkonij in nerjavno jeklo.
Jedrske elektrarne lahko glavnem lahko razdelimo glede na to, kakšno vrsto goriva, moderatorja in hladila uporabljajo.

## Uporaba jedrskih reaktorjev
Jedrski reaktor je lahko uporabljen kot vir nevtronov ali kot vir toplote. Tako delimo reaktorje na raziskovalne in energetske, kjer se prvi uporabljajo za nevtronsko aktivacijsko analizo, proizvodnjo radionuklidov, testiranje materialov in šolanja, medtem ko se drugi, energetski reaktorji, uporabljajo za proizvodnjo elektrike, pogon plovil, daljinsko ogrevanje, razsoljevanje morske vode, proizvodnjo vodika ter za pridobivanje nafte.
Po svetu je v 53 državah okoli 220 operativnih raziskovalnih reaktorjev, ki se uporabljajo za raziskave, usposabljanja, preizkušanje materialov ali proizvodnjo radioizotopov za medicino in industrijo. Njihov glavni namen ni prozivodnja energije, temveč proizvodnja nevtronov. Po velikosti so tudi veliko manjši od energetskih reaktorjev in mnogi se nahajajo v univerzitetnih kampusih.
Razširjena delitev jedrskih reaktorjev po uporabi:
- Jedrska energija:
  - toplota za proizvodnjo električne energije (v jedrskih elektrarnah)
  - toplota za domače in industrijsko ogrevanje
  - razsoljevanje
- Jedrski pogon:
  - pogon plovil (jedrskih podmornic, letalonosilk, ledolomilcev)
  - predlagane jedrske termalne rakete
- Transmutacija elementov:
  - proizvodnja plutonija, pogosto za uporabo v jedrskem orožju
  - ustvarjanje različnih radioaktivnih izotopov, kot so americij v detektorjih dima ter kobalt-60, molibden-99 in ostali, ki se uporavljajo za slikanje in zdravstvo.
- V raziskavah:
  - pridobivanje vira nevtronskega in pozitronsko sevanje pozitronskega sevanja (npr. za kalij-argonovo datiranje)
  - razvoj jedrske tehnologije

## Vrste jedrskih reaktorjev

### Namembnost
- Energetski reaktorji - za proizvodnjo toplote, večinoma za pretvorba toplote v delo, pretvorbo toplote v električno energijo
- Produkcijski reaktorji - za proizvodnjo plutonija za jedrske bombe (produkcijskih reaktorjev skoraj ni več, ker imajo jedrske sile dovolj plutonija)
- Raziskovalni reaktorji

Za proizvodnjo plutonija, primernega za bombe, mora biti omogočeno zelo pogosto menjavanje goriva. Najpogostejši energetski reaktorji (tlačno- ali vrelovodni) ne dajejo dovolj čistega cepljivega plutonija, ker se gorivo menja občasno, v razmikih od 12 do 18 mesecev. Pogostejša menjava goriva je možna pri reaktorjih tipa CANDU, RBMK in produkcijskih reaktorjih. Pri čisto produkcijskih reaktorjih proizvedeno toplotno energijo zavržejo kot odpadno toploto.

### Tehnične razlike
Obstajata dve osnovni delitvi jedrskih reakotjev glede na vrsto jedrske reakcije. Vsi jedrski reaktorji za komercialno rabo temeljijo na jedrski cepitvi. Pri cepitvi jeder sproščene nevtrone imenujemo hitri nevtroni in njihova kinetična energija se meri v MeV. Za proženje cepitve so najučinkovitejši termični nevtroni, katerih energija se meri v desetinkah eV. Hitre nevtrone moramo upočasniti, za to pa potrebujemo moderator.
- Termični (počasni) reaktorji - V termičnih reaktorjih hitre nevtrone upočasnjujemo in ti po nekaj zaporednih sipanjih izgubijo dovolj energije, da je ohranjena kinetična energija primerljiva s termično energijo. Elastično sipanje je najbolj učinkovito na lahkih jedrih. Pri termičnih reaktorjih so uporabljeni moderatorji lahka, težka voda ali grafit. Pri reaktorjih tega tipa se uporablja nizko obogateno gorivo. Skoraj vsi trenutno komercialno delujoči reaktorji so te vrste.[3]
- Hitri reaktorji - V hitrih reaktorjih večino cepitev povzročajo hitri nevtroni. Pri reaktorju tega tipa ne uporabljamo moderatorja. V tem primeru moramo uporabiti hladilo s čim višjim atomskim številom oziroma s čim nižjo gostoto. Zaradi nizke gostote je plin primerno hladilo tudi za hitre reaktorje. [3]Hitri reaktorji so manj pogosti kot termični. Hitri reaktorji so bili v razvoju že ob začetku razvoja jedrske tehnologije, vendar je bil nato razvoj opuščen. V zadnjih letih so spet v razvoju hitri reaktorji za jedrske elektrarne IV. generacije, ki so zaenkrat v fazi testiranjai (primeri BN-600, BN-1200).

Pri hitrih reaktorjih je kot gorivo uporabljen 235U, ki ga cepijo v glavnem že nevtroni v hitrem in srednjem območju hitrosti. Dobri strani tovrstnega reaktorja sta njegova majhnost in s tem lažja vgradnja v omejen prostor ter veliko število razpoložljivih nevtronov (saj se ne izgubljajo v ostalih sestavinah reaktorja). Slabi strani drago gorivo (zaradi procesa ločevanja oziroma separacije 235U od uranske mešanice pri njegovi proizvodnji) ter povečana nevarnost eksplozije.

### Obstoječe družine jedrskih reaktorjev
Obstaja vrsta različnih izvedb jedrskih elektrarn oziroma jedrskih reaktorjev, ki jih v glavnem lahko razdelimo na to, kakšno vrsto goriva, moderatorja in hladila uporabljajo:
- Tlačnovodni reaktor (PWR, angl. Pressurized Water Reactor; APWR, angl. Advanced PWR) - Moderiran in hlajen z navadno vodo. V reaktorju je tako visok tlak, da voda ne zavre. Toplota se prenaša na sekundarni krog v uparjalniku, kjer nastaja para in poganja turbino. Tudi sovjetski/ruski reaktorji tipa VVER so tlačnovodni reaktorji. Večina komercialnih reaktorjev je tega tipa (dva cikla hlajenja)
- Vrelni reaktor (BWR, angl. Boiling Water Reactor; ABWR, angl. Advanced BWR) - Moderiran in hlajen z navadno vodo. Voda v reaktorju vre, nastala para poganja turbino.
- Reaktor hlajen z vodo pri nadkritičnem tlaku in temperaturi (SCWR, angl. SuperCritical Water Reactor).  Reaktor ima en cikel hlajenja kot BWR, vendar voda v reaktorju ne vre.Prednost bo večji izkoristek. Ta tip reaktorja je šele v razvoju.
- Težkovodni reaktor (PHWR, angl. Pressurized Heavy Water Reactor; CANDU, angl. CANada – Deuterium – Uranium) - Moderiran in hlajen s težko vodo. Voda v reaktorju ne vre. Težka voda v uparjalniku greje lahko vodo, nastala para poganja turbino.
- Grafitni vodno hlajeni reaktor (LWGR, angl. Light Water Graphite Reactor) - Moderator je grafit, hladilo pa voda, ki v tlačnih ceveh ob gorivu vre. Ruska kratica teh reaktorjev je RBMK. Reaktor v Černobilu, kjer se je zgodila najhujša jedrska nesreča, je bil tega tipa.
- Plinsko hlajeni reaktor (GCR, angl. Gas Cooled Reactor (Magnox); AGR, angl. Advanced Gas-cooled Reactor; HTGR, angl. High Temperature Gas-cooled Reactor).
- Hitri oplodni reaktor (FBR, angl. Fast Breeder Reactor) - nima moderatorja, primarno in sekundarno hladilo je tekoči natrij. Primarno, radioaktivno hladilo v prenosniku toplote segreva sekundarno hladilno zanko iz (neradioaktivnega) natrija, slednja v uparjalniku uparja vodo, nastala para poganja turbino.
- Hitri reaktor za "sežiganje" (angl. burn) oziroma transmutacijo porabljenega jedrskega goriva, s čimer ze zmanjša količina visokoradiokativnih odpadkov.

Tlačnovodni reaktor, vrelovodni reaktor, SCWR in RBMK so hlajeni z navadno (light) vodo in spadajo v kategorijo lahkovodnih reaktorjev (LWR, ang. Light Water Reactor). Medtem, ko je CANDU (PHWR) hlajen s težko (heavy) vodo (HWR, angl. Heavy Water Reactor) - težka voda ima izotop devterij, ki je težji do enoatomenga vodika, zato oznaka težka voda).
Večina oplodnih reaktorjev je hitrih, obstajajo pa tudi termičnoplodni reaktorji, tak je npr. (AHWR, angl. Advanced Heavy Water Reactor), ki proizvaja cepilni U233 iz torija.

## Jedrski reaktorji in tveganja[9]
Vsaka tehnologija ima tudi svoja tveganja, ki jih je treba upoštevati. Tveganja, ki jih je treba z ukrepi za zagotavljanje jedrske varnosti obdržati na sprejemljivo nizki ravni, so neločljivo povezana s procesom jedrske cepitve in spremljajočega radioaktivnega sevanja.
V vseh obratovalnih stanjih jedrske elektrarne je treba zagotavljati:
- nadzor nad verižno reakcijo v reaktorju (obvladovanje moči reaktorja),
- neprekinjeno hlajenje reaktorja,
- ohranjanje integritete pregrad, ki preprečujejo sproščanje radioaktivnih snovi.

### Toplota pri radioaktivnem razpadu
Pri radioaktivnih razpadih se sprošča velika količina toplote, ki jo moramo tudi po zaustavitvi jedrskega reaktorja odvajati. To toploto imenujemo zaostala toplota. Zaostala toplota je odvisna od časa obratovanja jedrskega reaktorja pred zaustavitvijo. Dlje kot je reaktor obratoval pred zaustavitvijo, več dolgoživih izotopov se je nakopičilo v sredici in počasneje se bo zaostala toplota zmanjševala.
Zaostalo toploto je treba še dalj časa po zaustavitvi jedrskega reaktorja odvajati iz njegove sredice, saj se v nasprotnem primeru lahko gorivo pregreje, poškoduje in/ali stali. Zato je tudi pomembno, da ima jedrska elektrarna sisteme za odvajanje zaostale toplote in sisteme za zasilno hlajenje sredice. Enako velja tudi za bazen za izrabljeno gorivo.

## Prihodnost jedrskih reaktorjev
Razvoj reaktorjev gre v smeri povečanja varnosti in ekonomske učinkovitosti jedrskih elektrarn. Po eni strani tečejo izboljšave preizkušenih tehničnih rešitev v lahkovodnih reaktorjih, po drugi strani pa so v razvoju tudi precej nove, drugačne zasnove reaktorjev, ki jih odlikuje predvsem inherentna varnost. To pomeni, da zaradi zasnove določene nezgode niso možne (npr. balon, ki je polnjen s helijem, je inherentno varen glede požara).

### GEN III reaktorji
V prvo skupino sodijo reaktorji ti. III. ali III+ generacije. Zanje je značilna poenostavljena zasnova primarnega sistema (manjše število komponent pomeni manj možnosti za okvare), uporaba pasivnih varnostnih sistemov, ki delujejo na podlagi gravitacije ali temperaturnih razlik (in niso odvisni od zunanjega električnega napajanja in/ali aktivnih komponent kot so črpalke), pa tudi izboljšanih varnostnih sistemov, ki bi preprečili izpust radioaktivnih snovi v okolje celo v primeru taljenja sredice. Francosko-nemško podjetje Areva proizvaja reaktor EPR (v gradnji na Finskem, v Franciji in na Kitajskem), ameriško podjetje Westinghouse pa AP1000 (v gradnji na Kitajskem in ZDA), poleg njih pa so že danes komercialno dosegljivi reaktorji III. generacije proizvajalcev iz Japonske, Južne Koreje in Rusije.
GEN III reaktorji:
- CPR1000+ (PWR) - kitajska verzija CPR-1000, originalno osnovan na francoskem 900 MWe, 1000 MW neto (1080 MWe)
- Advanced Boiling Water Reactor (ABWR) -  GE dizajn, prvič uporabljen na Japonskem leta 1996. NRC certificiran avgusta 1997, moč 1350 MWe neto (3926 MWt).
- Advanced Pressurized Water Reactor (APWR) - razvit v Mitsubishi Heavy Industries, moč 1538 MWe, kasneje 1700 MWe (4451 MWt)
- Enhanced CANDU 6 (EC6) (PHWR) - razvit v Kanadi Candu Energy Inc.
- VVER-1000/392 (PWR) ruski reaktor v verzijah AES-91 and AES-92, moč 1200 MWe

Tipa reaktorjev CPR1000 in ABWR sta že operativna.

#### GEN III v fazi načrtovanja
- AP600
- System 80+ [10][11] koncept za APR-1400
- Advanced Heavy Water Reactor (AHWR) pri BARC v Indiji, gorivo bo torij.

### GEN III+
Generacija III+ ponuja veliko izboljšav v varnosti, obratovanju in ekonomičnosti 
- Advanced CANDU Reactor (PHWR) (ACR-700) - moč 700MWe in ACR-1000 (1200 MWe)
- AP1000 Reaktor - baziran na AP600 z večjo močjo 1117MWe
- APR-1400 (APWR) - baziran na System 80+, na katerem je baziran Korean Next Generation Reactor  (KNGR) EPR Reaktor (PWR) - (European Pressurized Reactor) baziran na Framatome N4 in nemških Siemens Power Generation Division KONVOI reaktorjih, moč neto 1650 MWe
- B&W mPower (APWR) - v razvoju pri Babcock and Wilcox in Bechtel  Arhivirano 2010-08-23 na Wayback Machine.
- Economic Simplified Boiling Water Reactor (ESBWR) - baziran na ABWR
- EU-ABWR - baziran na ABWR z večjo močjo
- HPR 1000 (Hualong one)
- VVER (PWR) - 1200 novejši VVER
  - V392M (PWR) - AES-2006
  - V491 (PWR) - in design of [[AES-2006] tudi kot MIR. Moč 1200 MWe
- VVER-1300
  - V510 (PWR) -  AES-2010 (tudi WWER-TOI), baziran na V392M

Skoraj vsi so (LWR) lahkovodni reaktorji (izjema CANDU). Noben od zgoraj naštetih ni hiter reaktor in edini oplodni reaktor je AHWR, ki je še v fazi načrtovanja.

### GEN IV Reaktorji
Bolj dolgoročen je razvoj tako imenovane IV. generacije reaktorjev, ki naj bi dosegali velik izkoristek goriva, minimalen vpliv na okolje, ekonomičnost, varnost in minimalno možnost uporabe jedrskih materialov v vojaške namene. Možni tipi reaktorjev so predvsem oplodni reaktorji. Ti reaktorji izkoriščajo dejstvo, da del nevtronov doživi jedrsko reakcijo z necepljivim izotopom urana 238U. Pri tej reakciji nastane umetni element plutonij, ki je cepljiv in predstavlja jedrsko gorivo. Plutonij sicer v manjši meri nastaja v vseh reaktorjih, a v oplodnih reaktorjih nastane več novega goriva (plutonija) kot se ga porabi pri verižni reakciji. Oplodni reaktorji praviloma delujejo na hitre nevtrone (nimajo moderatorja) in omogočajo bistveno (okoli 70 krat) večjo izrabo urana kot sedanja generacija reaktorjev. Pričakujejo, da bodo prvi takšni reaktorji razviti v naslednjih dveh desetletjih.
Najnovejši reaktorji, ki naj bi začeli obratovati komercialno po letu 2030 so:
Reaktorji na termične nevtrone:
- Visoko temperaturni reaktor (VHTR, angl. Very High Temperature Reactor) - večje temperature za večji izkoristek.
- Reaktor na tekočo sol (MSR, angl. Molten Salt Reactor) prednost je hlajenje pri nizkem tlaku.
- Reaktorji hlajeni z nadkritično vodo (SCWR, angl. Super Critical Water Reactor) večji izkoristek zaradi višjih temperatur in tlakov.
- Oplodni reaktor hlajen s tekočim fluorom (LFTR, angl. Liquid Fluoride Thorium Reactor) termalni oplodni reaktor za pridobivanje cepljivega U233 iz torija.

Reaktorji na hitre nevtrone:
- Plinsko hlajeni hitri reaktor (GFR, angl. Gas cooled Fast Reactor) - hlajen s helijem.
- Hitri reaktor hlajen z natrijem (SFR, angl. Sodium cooled Fast Reactor).
- Hitri reaktor hlajen s svincem (LFR, angl. Lead cooled Fast Reactir).

Vsi trije tipi reaktorjev na hitre nevtrone lahko delujejo kot oplodni ali v "burn" načinu, kjer tansmutirajo ("sežigajo") aktinide v manj radioaktivne izotope.

## Jedrski reaktorji v Sloveniji
- Raziskovalni reaktor TRIGA - V Sloveniji imamo en raziskovalni reaktor, ki se nahaja v Reaktorskem centru na Brinju v okviru Instituta Jožef Stefan in deluje že od leta 1966. Največja moč, ki jo lahko doseže, je 250 kW. Za primerjavo: moč reaktorja jedrske elektrarne Krško je kar osemtisočkrat večja. Reaktor TRIGA se hladi z vodo pri atmosferskem tlaku in temperaturi, tako da je najvišja obratovalna temperatura v gorivnih elementih le nekaj sto stopinj Celzija. Gorivni elementi so izdelani iz posebno odporne kovinske mešanice urana in cirkonijevega hidrida, ki kot goba zadrži cepitvene produkte, nastale pri delovanju reaktorja. Reaktor je zasnovan tako, da nobena napaka operaterja ali odpoved hlajenja ne povzroči poškodbe goriva. Ime TRIGA je akronim za: T = Training (šolanje), R = Research (raziskave), I = Isotope production (proizvodnja izotopov), GA = General Atomics (ime izdelovalca tega tipa reaktorja v ZDA).

- Jedrska elektrarna Krško - V Sloveniji imamo eno jedrsko elektrarno, ki je namenjena komercialni uporabi in to je Nuklearna elektrarna Krško (NEK). Nahaja se na levem bregu Save v bližini Krškega. Jedrska elektrarna Krško (JEK) deluje že od leta 1983 in jo je zgradila družba Westinghouse. Jedrski reaktor je tlačnovodnega tipa največje moči 727 MW, zaradi potreb lastnega delovanja pa v omrežje pošilja 696 MW. V sedanjem času sodi med manjše jedrske elektrarne tega tipa. Gorivo je obogaten uran (2,1-4,95 utežnih odstotkov 235U), masa goriva je okoli 50 t, gorivnih elementov je 121, moderator demineralizirana voda, 33 snopov po 20 palic iz zlitine srebra, indija in kadmija za regulacijo moči.